# Matteuccia de Francesco
Matteuccia de Fransesco, d. 1428, var en italiensk nunna som gav det första vittnesmål i Europa om hur en häxa flög. Hon var också en av de första personer som dömdes för häxeri i Europa. Hon kallades "häxan i Ripabianca" efter byn där hon kom ifrån. 
Matteuccia, som ställdes inför rätta i Rom i Kyrkostaten i Italien år 1428, hade erkänt att hon använt magiska läkedoms- och kärleksramsor, vilket var en vanlig anklagelsepunkt under medeltidens trolldomsmål, som inte handlade särskilt mycket om Djävulen och häxsabbater utan snarare om vanlig trolldom, som inte hade med Djävulen att göra, och inte var vad vi menar med häxprocesser - straffen var också som regel milda, men i hennes fall blev straffet hårt.  
Hon ska enligt domen ha utövat prostitution, ägnat sig åt förförelser och vanhelgelser med andra kvinnor och sålt kärleksmedel sedan 1426. 
Hon fortsatte med att säga att hon flugit till ett valnötsträd i skepnad av en fluga på ryggen av en demon förvandlad till en bock sedan hon smörjt sig med en salva gjord på blodet från nyfödda barn.
Hon dömdes av den kyrkliga domstolen till att brännas på bål för trolldom.
Detta var första gången en person anklagad för trolldom ansågs flyga, men det var före de verkliga häxprocessernas tid.